# Viale Giacomo Matteotti
Viale Giacomo Matteotti è un grande viale di Firenze facente parte dei viali di Circonvallazione, che circondano il centro storico, integrandosi nella principale arteria di trasporto di Firenze. Si trova nel quartiere San Giovanni/Viali.

## Storia
Al momento della sua definizione (originariamente ma in forme del tutto diverse il tracciato era una delle strade lungo le Mura), la strada fu intitolata viale Principe Amedeo (deliberazione della giunta comunale del marzo 1869 quale omaggio ad Amedeo di Savoia, 1845-1890), quindi, con delibera del consiglio comunale dell'aprile 1947, denominata viale Giacomo Matteotti (1885-1924), in onore del politico e deputato socialista, ucciso da una squadraccia fascista. Lo Stradario storico e amministrativo del 1913 registra tra le precedenti denominazioni anche quella di via Giuseppe Poggi. 

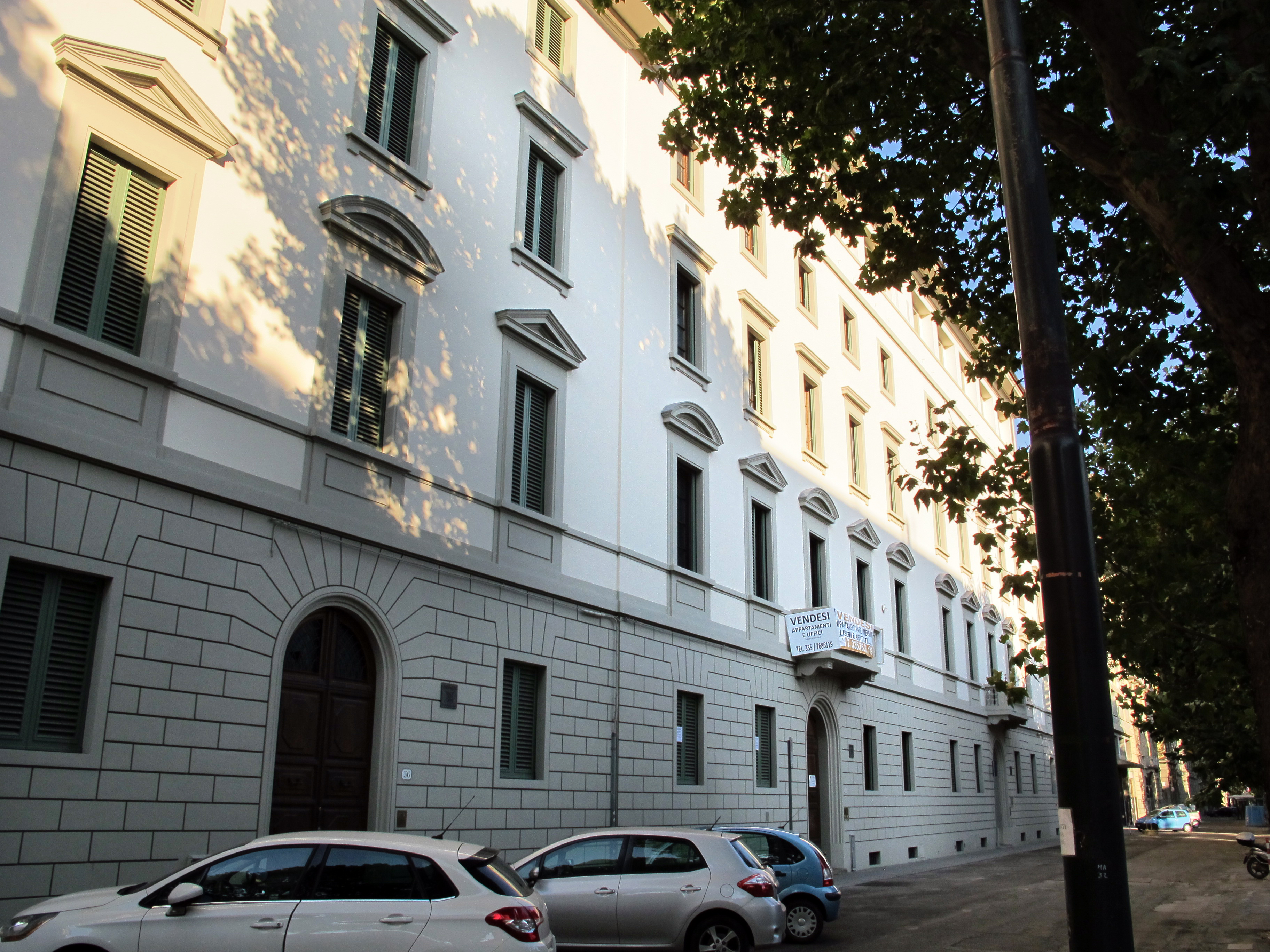
Viale Giacomo Matteotti 54, Firenze

La sua realizzazione è da valutare in effetti all'interno del progetto di ingrandimento della città redatto dallo stesso Giuseppe Poggi che nel 1864 ricevette il prestigioso incarico di studiare il nuovo assetto urbanistico di Firenze, iniziando il cosiddetto Risanamento. Il nuovo assetto era volto a far fronte alle nuove necessità urbanistiche determinate dalla scelta di Firenze come Capitale d'Italia (1865-1871), e prevedeva l'atterramento delle mura della parte nord per creare un anello di circonvallazione utile sia a collegare le zone est e ovest della città, sia ad annullare la cesura tra la Firenze storica e i nuovi quartieri periferici. Realizzò così i Viali di Circonvallazione, con alcune piazze scenografiche (Piazza Beccaria, Piazza della Libertà). Già definito nel tracciato attorno al 1869, attualmente si presenta caratterizzato (rispetto ad altri tratti dell'anello) più da casamenti che non da villini, in alcuni casi eretti negli anni cinquanta e sessanta del Novecento.
Tale aspetto si giustifica sia per il rallentamento in questa zona dell'attività edificatoria negli anni immediatamente successivi al trasferimento della capitale a Roma, sia alla demolizione di alcuni villini dotati di giardino per far spazio a casamenti maggiormente richiesti dal mercato immobiliare degli anni cinquanta e sessanta, sia al bombardamento alleato sulla città del 25 settembre 1943 che, pur avendo come obiettivo la stazione del Campo di Marte, provocò in questa zona morte e distruzioni, con conseguenti riedificazioni di carattere moderno.

## Descrizione
Il viale collega le due importanti piazza della Libertà e piazzale Donatello, costeggiando il Giardino della Gherardesca. Lungo il tracciato si innestano: piazza Isidoro del Lungo e via Benivieni, via Luigi Salvatore Cherubini e via Francesco Valori, via Alfonso La Marmora e via Fra Bartolomeo.
Come tutto il tracciato dei viali di circonvallazione rappresenta ancora oggi una delle principali arterie per l'attraversamento della città e il collegamento tra le aree poste ad est e ad ovest. L'intenso flusso veicolare ha portato nel tempo alla demolizione delle aiuole con siepi che un tempo separavano le corsie e i due sensi di marcia, e alla loro sostituzione con barriere divisorie in cemento armato, sicuramente funzionali ma che certo rappresentano quanto di più lontano si possa immaginare per la zona residenziale alto borghese pensata da Giuseppe Poggi.

### Edifici
Sul viale si affacciano grandi edifici dal notevole pregio architettonico, costruiti ai tempi in cui Firenze era capitale d'Italia, caratterizzati da imponenti portoni ispirati a quelli delle boulevard parigine. Un esempio lo si ritrova al civico 9.
| Immagine | N° | Nome             | Descrizione |
| -------- | -- | ---------------- | --- |
|          | 7  | Palazzo          | Il palazzo in angolo con piazza Isidoro del Lungo (cinque assi su tre piani per quanto riguarda la facciata principale che guarda al viale) è attualmente sede dell'Organizzazione internazionale Congressi. Sulla bella vetrata che chiude l'androne è la scritta "Salleac" che, per quel poco che sappiamo, è stata ai primi del Novecento una società per l'estrazione e la commercializzazione della lignite xiloide. |
|          | 48 | Palazzina Inpdap | La palazzina presenta una facciata moderna, non particolarmente caratterizzata, organizzata su sei piani per cinque assi e segnata da una tettoia in cemento armato a proteggere il triplo ingresso. Già sede Enpas, è ora sede provinciale di Firenze dell'Inpdap. L'edificio ha goduto a suo tempo di una certa fortuna critica grazie all'intervento di Paolo Portoghesi, chiamato tra il 1960 e il 1961 a dare nuovo assetto al salone destinato al pubblico. Così ne sottolineava le caratteristiche Grazia Gobbi nel suo Itinerario di Firenze moderna: "Questo intervento fiorentino di Portoghesi, una delle personalità emergenti della cultura architettonica italiana degli anni recenti, può essere visto come un esempio di 'architettura della memoria', carica di evidenti riferimenti culturali nel 'ricorso ai traguardi espressivi della tradizione fiorentina esplicito e dichiarato nell'assunzione della determinante bicromia marmo-bianco, marmo-verde' (Marco Dezzi Bardeschi). Il tema qui affrontato consisteva nella caratterizzazione di un interno già definito nelle sue linee essenziali e condizionato dagli elementi strutturali non modificabili. Il vincolo costituito dai pilastri centrali è stato aggirato accentuandone la presenza mediante la creazione di quattro finti pilastri, e potenziandone il valore figurale con il rivestimento in marmo, per creare una sequenza prospettica dinamica dilatata dall'elemento bicromatico, con un risultato di moltiplicazione dello spazio". Attualmente l'immobile è interessato da un cantiere finalizzato al restauro e all'adeguamento funzionale, su progetto degli architetti Beatrice Gentili e Giuseppe Cacozza. |

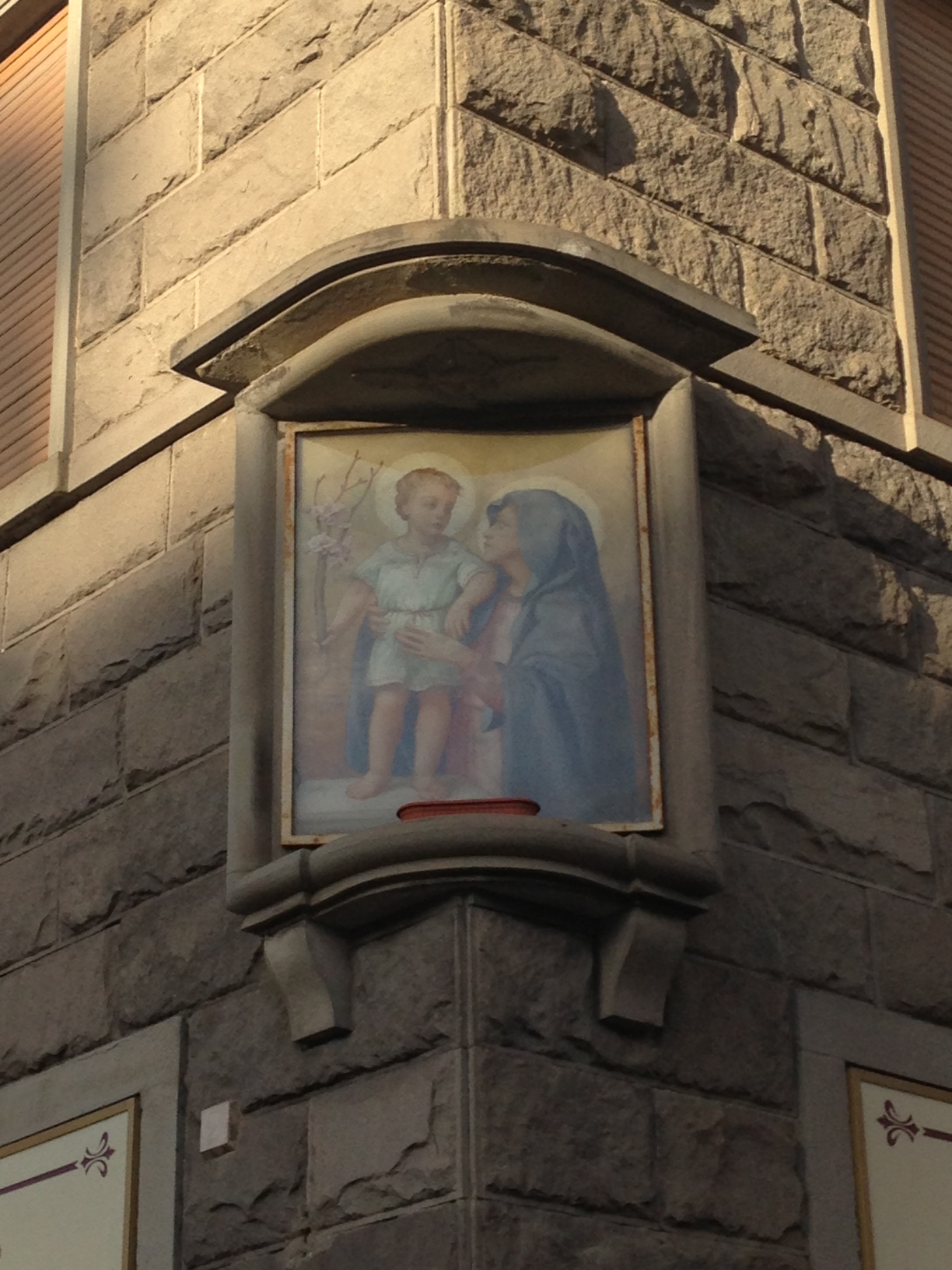
Tabernacolo, Viale Giacomo Matteotti

Al 22 si trova la scuola elementare Enriques Capponi; davanti a piazza Isisodro del Lungo un edificio richiama i caratteri dell'architettura di Giuseppe Poggi, e fu probabilmente costruito al tempo della realizzazione del viale. Al 54 visse Enrico Barfucci.

### Tabernacoli
A Firenze, ad angolo tra viale Giacomo Matteotti e via Girolamo Benivieni si trova un tabernacolo moderno con una Madonna di Ezio Giovannozzi, datato 1954 e voluto dalla Società Fondiaria quando fece costruire l'edificio.